# Saint-Bonnet-la-Rivière
 Saint-Bonnet-la-Rivière  (en occitano Sent Bonet la Ribiera) es una comuna y población de Francia, en la región de Lemosín, departamento de Corrèze, en el distrito de Brive-la-Gaillarde y cantón de Juillac.
Su población en el censo de 2008 era de 348 habitantes.
Está integrada en la Communauté de communes Juillac-Loyre-Auvézère.

## Demografía
| 382 | 418 | 367 | 334 | 327 | 305 |
| Para los censos de 1962 a 1999 la población legal corresponde a la población sin duplicidades (Fuente: INSEE [Consultar]) |     |     |     |     |     |